# Ернст Железни
Ернст Железния (на немски: Ernst, der Eiserne; * 1377, Брук ан дер Мур, Щирия; † 10 юни 1424, Брук ан дер Мур, Щирия) от род Хабсбурги, е херцог на Вътрешна Австрия, от 1406 до 1424 г. херцог на Каринтия.

## Живот
Той е четвъртият син на херцог Леополд III (1351 – 1386) и неговата съпруга принцеса Виридис Висконти (1350 – 1414) от Милано от фамилията Висконти, дъщеря на Бернабо Висконти и неговата съпруга принцеса Беатриче делла Скала.
След смъртта на баща му през 1386 г. той е под опекунството на Албрехт III с плитката и придружава през 1401 г. немския крал Рупрехт в похода му в Италия против Миланските Висконти.
След смъртта на най-големия му брат Вилхелм († 15 юли 1406) той получава при подялбата през 1406 г. Щирия, Каринтия и Крайна и води с брат си Леополд IV Дебелия (1371 – 1411) опекунството на малолетния Албрехт V, по-късният римско-немски крал Албрехт II. През 1407 г. избухва гражданска война, която свършва едва през май 1409 г.
На 18 март 1414 г. Ернст започва да се нарича ерцхерцог. През 1414 г. той става в Йерусалим рицар на Свещения гроб. Той има от 1412 г. особено много конфликти с крал Сигизмунд Люксембургски.
Ернст умира през 1424 г. в Брук ан дер Мур. Гробът му се намира в манастир Рейн до Грац. Допълнителното му име „Железния“ се употребява едва след смъртта му.
- Ернст Железния със своите синове
- Изображение на херцог Ернст на гробната му плоча

## Фамилия
Първи брак: на 14 януари 1392 г. в Брук ан дер Мур с принцеса Маргарета (1366 – 1407), дъщеря на херцог Богислав V от Померания (1326 – 1374) и съпругата му принцеса Аделхайд фон Брауншвайг-Грубенхаген (1341 – 1406), дъщеря на херцог Ернст I фон Брауншвайг-Грубенхаген. Бракът остава бездетен.
Втори брак: през 1412 г. в Брук ан дер Мур за херцогската мазовишка принцеса Кимбурга от Мазовия (Кимбургис, Цимбургис, също Цимбурка, Зимбург или Зимбургис) (1394 – 1429), дъщеря на херцог Зимовит IV от Мазовия (1350 – 1426) и съпругата му велика княгиня Александра от Литва (1360 – 1434). Те имат децата:
- Фридрих III (V) (1415 – 1493), император
- Маргарета Австрийска (1416–1486), ∞ 1431 г. за курфюрст Фридрих II Кроткия от Саксония (1412 – 1464)
- Албрехт VI (1418 – 1463), ∞ 1452 г. за принцеса Мехтхилд фон Пфалц (1419 – 1482)
- Катарина Австрийска (1420–1493), ∞ 1447 маркграф Карл I фон Баден (1427 – 1475)
- Ернст (1420 – 1432)
- Александра (*/† 1421)
- Анна (*/† 1422)
- Рудолф (*/† 1424)
- Леополд (*/† 1424)

### Портрети на съпругите и децата
- Маргарета от Померания,
 първа съпруга
- Кимбурга от Мазовия, 
 втора съпруга
- Фридрих III (V), 
 син
- Маргарета Австрийска,
 дъщеря
- Албрехт VI, 
син
- Катарина Австрийска,
 дъщеря
- Ернст,
 син
- Александра,
 дъщеря
- Ана,
 дъщеря
- Рудолф,
 син